# تارة فارس
تارة فارس شمعون عاشا (10 يناير 1996 - 27 سبتمبر 2018)، عارضة أزياء مودل وفاشينيستا وشخصية تواصل اجتماعي عراقية. اشتهرت في مواقع التواصل الاجتماعي بعد اختيارها كوصيفة لملكة جمال العراق لسنة 2014، واشتهرت بملابسها الجريئة. قتلت يوم الخميس 27 أيلول/سبتمبر 2018 في منطقة كمب سارة في بغداد وأَعلن متحدثون عن وزارة الصحة العراقية عن وفاتها بعد إصابتها بطلقات نارية في رأسها وصدرها.

## حياتها
ولدت تارة فارس في 10 يناير 1996 في بغداد لأب عراقي مسيحي اعتنق الإسلام في بداية الألفينات وأم لبنانية شيعية، تزوجت وعمرها ست عشرة سنة زواجاً تقليدياً، تعرضت للعنف والضرب من قبل زوجها وأجبرها على ترك دراستها عند صف الخامس الأدبي الإعدادي، وعندما اكتشفتْ عائلتها ذلك أخذوها إلى منزلهم ولكنها اكتشفت أنها حامل فانتظرت تسعة أشهر بدون أن يطمئن عليها زوجها حتى أنجبت ولداً أسمتهُ «أمير» وبعد ولادته أتى زوجها إلى منزل عائلتها برفقة جماعة مسلحة ليأخذوا الطفل منها، بعد ذلك سافر زوجها إلى تركيا وتزوج بامرأة أُخرى وغيّر اسم ابنها من «أمير» إلى «آدم».
في 1 سبتمبر 2014 شاركت تارة في مسابقة ملكة جمال العراق في نادي الصيد العراقي بحضور عدد كبير من الفنانين العراقيين وفازت بلقب الوصيفة الأولى.
في عام 2015 سافرت تارة إلى تركيا في يلوفا وبدأت برفع صورها على مواقع التواصل الإجتماعي واشتهرت بمقاطع الفيديو المثيرة للجدل التي تلقت العديد من الانتقادات وحصدت فيديوهاتها ومقاطعها من السناب شات على ملايين المشاهدات في يوتيوب وأصبحت تارة وجه إعلاني للعديد من العلامات التجارية.
في عام 2016 سافرت تارة إلى الإمارات وأقامت في دبي لفترة زمنية ثم رجعت إلى العراق، وأصبحت تقيم في أربيل وتأتي إلى بغداد لعمل جلسات تصويرية أو لعقد صفقات مع شركات تجارية أو لزيارة أهلها. في 20 فبراير 2016 شاركت تارة كعارضة أزياء في مهرجان مبدعين بغداد في الجادرية، وفي 29 سبتمبر 2016 شاركت تارة في تمثيل الحلقة الخامسة والعشرون من الموسم الثاني لولاية بطيخ ومثلت كموديل في فيديو كليب «مواقف» للفنان عمار الكوفي. وفي أوآخر 2016 إرتبطت تارة بشخص ولكنه توفي في 1 يناير 2017 في إسطنبول إثر هجوم أرهابي على ملهى ليلي.
في 18 مايو 2017 ظهرت تارة على غلاف مجلة بزنس ماغازين الكردية وأجريت مقابلة صحفية لها.
في عام 2018 صارت تارة من أكثر الأشخاص متابعة في العراق حيث تجاوز متابعيها 2.8 مليون على الإنستغرام وتجاوزت المائة ألف مشترك على اليوتيوب وقامت العديد من القنوات والبرامج بإجراء لقاءات معها مثل قناة إن آر تي وقناة الرشيد وقناة هنا بغداد وبرنامج سالب 18 وبرنامج علسهرة، وفي 17 يونيو 2018 أتت تارة إلى البصرة وأصبحت ضيفة شرف في حفل عيد الفطر المبارك في فندق الشيراتون الذي أحياه الفنان عبد الله الهميم.
في 27 سبتمبر 2018، اغتيلت تارة فارس بعدما أطلق عليها ثلاث رصاصات من قبل مسلح مجهول في بغداد أثناء قيادتها سيارة بورش بوكستر. وصرح وزير الداخلية العراقي قاسم الأعرجي أن «جماعة متطرفة» كانت مسؤولة عن اغتيالها. ومع ذلك، لم يكشف عن أسماء أي مشتبه بهم حتى مارس 2019.

## أعمالها

### البرامج التلفزيونية
- ظهرت في برنامج ولاية بطيخ في الحلقة 25 للموسم الثاني.[24][25]

### الفيديو كليبات
- ظهرت كموديل في فيديو كليب عمار الكوفي «مواقف».[26]

### المجلات
- ظهرت في مجلة Business Magazine وقاموا بإجراء مقابلة معها.[27]

### المقابلات
| القناة         | البرنامج | التاريخ        |
| إن آر تي 2     | لقاء خاص | 5 يناير 2017   |
| قناة يوتيوب    | سالب 18  | 10 أكتوبر 2017 |
| قناة هنا بغداد | توب تايم | 19 يناير 2018  |
| قناة الرشيد    | فريندز   | 7 أبريل 2018   |
| قناة يوتيوب    | علسهرة   | 7 أبريل 2018   |

## سياق حادثة القتل
قُتِلَتْ تارة فارس في مدة كثر فيها موت وقتل ناشطين ومشاهير في العراق، وكان ابتداء ذلك بِالْمَوت المُرِيب لرفيف الياسري التي قالت تارة فارس في تأبينها «هم السابقون ونحن اللاحقون» ثم قُتِلَتْ تارة بعد ذلك بشهر وذلك بعد رجوعها إلى العراق بعدما كانت في سفرة في تركيا وتداول مقطع فيديو اغتيالها الذي التقطته كاميرا مراقبة أحد المنازل المحيطة بمسرح الجريمة.
ويظهر الفيديو قيام مسلحين اثنين كانا يستقلان دراجة نارية وسط منطقة كمب سارة في بغداد باغتيال تارة باستخدام أسلحة نارية حيث أطلقوا ثلاث طلقات نارية، اثنتين في الرأس والثالثة بمنطقة الصدر مما أسفر عن مقتلها في الحال. وتم نقل جثمانها إلى مستشفى الشيخ زايد في الساعة 5:45 مساءاً.
وكانت وزارة الداخلية العراقية قد أعلنت مباشرة البدء بالتحقيق الفوري بشأن الحادث، مبينة أنها تحقق مع شخص كان برفقة تارة فارس أثناء مقتلها. كما شكّلت لجنة من قبل شرطة بغداد لإجراء بحث في مكان الحادث، حسب بيان مركز الإعلام الأمني.
في 15 أكتوبر 2018 أفاد مصدر أمني أن القوات الأمنية اعتقلت 30 شخصاً متهماً على خلفية مقتل تارة فارس من بينهم «دي جي عيوش» وهي منسقة حفلات وصديقة مقربة لتارة فارس وكانت مسافرة في تركيا وجاءت إلى العراق قبل مقتل تارة بيوم واحد، وتارة قد أرسلت رسالة إلى عيوش كتبت فيها بأنها تشتاق إليها وتود رؤيتها وعيوش رحبت بذلك وتواعَدَتا باللقاء في أحد المطاعم في المنصور قبل مقتل تارة بوقت قصير. وبعد مقتل تارة ذهبت عيوش إلى الشرطة بنفسها لتقديم شهادتها والرسائل التي كانت بينها وبين تارة لعلها تفيد في إيجاد القاتل ولكن تم اعتقالها ووضعها في السجن، لثبوت وجود اتصالات جرت بينها وبين فارس قبل وقوع الحادث بفترة وجيزة، فضلاً عن وجود اتصال من عيوش إلى هاتف تارة بعد مقتلها مباشرة. وفي 22 أكتوبر 2018 أطلقت السلطات العراقية سراح دي جي عيوش بعد أن ثبت عدم تورطها في قضية مقتل تارة فارس.

## ردود فعل

### العراق
- حيدر العبادي: وجّه رئيس الوزراء العراقي، وزارة الداخلية والخلية الإستخبارية بالتحقيق في جرائم الاغتيال والخطف التي شهدتها مدينتي البصرة وبغداد.[34]
- حاكم الزاملي: عزا البرلماني الأمني على تكرار عمليات الاغتيال في العراق والتي كان آخرها حادثة مقتل تارة فارس نتيجة لانتشار السلاح غير المرخص، داعياً وزارة الداخلية إلى إعادة النظر بالعمل الاستخباري والملاحقة الجادة لمن يقف وراء تلك العمليات.[35]
- قاسم الأعرجي:
  - قُتِلَتْ تارة فارس بأيدي جماعة متطرفة مشخصة لدينا، ونحن نلاحقهم ويحتاج القبض عليه عدة أيام، والذين قتلوها هم الذين قتلوا «كرّار نوشي» من قبل، وهؤلاء القتلة يمثلون مذهب التطرف والحقد والكراهية.[36][37][38]
  - في 8 آيار 2019 ذكر قاسم الأعرجي أن تارة قُتلت بأيدي متطرفين شيعة أعضاء ميلشيات سابقين، وكان لهم ضابط بوزارة الداخلية يتجسس لهم.[39][40]